# Berveni
Berveni (Hongaars: Börvély) is een Roemeense gemeente in het district Satu Mare.
Berveni telt 3569 inwoners.
De gemeente bestaat uit twee dorpen, Berveni en Lucăceni (Újkálmánd).
In 2002 was 62,5% van de bevolking etnisch Hongaars. 

## Geschiedenis
Berveni is gelegen op de Hongaarse laagvlakte en behoorde tot 1920 tot Hongarije. Daarna werden de nieuwe grenzen van Hongarije getrokken en kwam de gemeente in Roemenië terecht. Tussen 1940 en 1944 maakte de gemeente deel uit het het Hongaarse Noord-Transsylvanië en werd daarna Roemeens.

## Geboren in Berveni
- Sándor Demján (1943-2018), Hongaars ondernemer/miljonair

Steden met gemeentestatus: Satu Mare · Carei

Steden zonder gemeentestatus: Ardud · Negrești-Oaș · Tășnad · Livada

Gemeenten: Acâș · Andrid · Apa · Bătarci · Beltiug · Berveni · Bixad · Bârsău · Bogdand · Botiz · Călinești-Oaș · Cămărzana · Cămin · Căpleni · Căuaș · Cehal · Certeze · Craidorolț · Crucișor · Culciu · Doba · Dorolț · Foieni · Gherța Mică · Halmeu · Hodod · Homoroade · Lazuri · Medieșu Aurit · Micula · Moftin · Odoreu · Orașu Nou · Păulești · Petrești · Pir · Pișcolt · Pomi · Sanislău · Santău · Săcășeni · Săuca · Socond · Supur · Tarna Mare · Terebești · Tiream · Târșolț · Turț · Turulung · Urziceni · Valea Vinului · Vama · Vetiș · Viile Satu Mare